# 香坂直
香坂 直（こうさか なお、1964年-　）は、日本の児童文学作家。
岡山県生まれ。大阪教育大学肢体不自由児教育教員養成課程卒業。2005年、第45回講談社児童文学新人賞佳作『走れ、セナ!』でデビュー。同作品で椋鳩十児童文学賞を受賞。2007年、障害児を題材とした『トモ、ぼくは元気です』で第36回児童文芸新人賞を受賞。

## 著書
- 『走れ、セナ!』（2005年10月 講談社 / 2012年8月 講談社文庫）
- 『トモ、ぼくは元気です』（2006年8月 講談社）
- 『ストロベリー・ブルー』（2010年3月 角川書店 / 2013年4月 角川文庫）《2010年刊を加筆、修正》
- 『なっちゃんときげんのわるいおおかみ』（2011年5月 ポプラ社）《絵:たるいしまこ》
- 『みさき食堂へようこそ』（2012年5月 講談社）《絵:北沢平祐》
- 『おうだんほどうのムッシュトマーレ』（2015年4月 小学館）《絵:フィリケえつこ》

### 共著
「」内が香坂直の作品
- 『もうひとつの夏休み。』（2008年7月 ピュアフル文庫）「青田わたる風」
  - 共著者:草野たき,前川麻子,藤堂絆,沢村鐵,芦原すなお
- 『初恋。 ピュアフル・アンソロジー』（2009年1月 ピュアフル文庫）「マイ・デイ」
  - 共著者・早川司寿乃,永井するみ,前川麻子,安藤由希,大崎梢,枡野浩一
- 『初恋リアル YA!アンソロジー』（2009年9月 講談社）「初恋のたねは、ころんとゆれる」
  - 共著者・菅野雪虫,樫崎茜,片川優子,椰月美智子
- 『エール YA!アンソロジー』（2013年9月 講談社）「リーシュコード」
  - 共著者:はやみねかおる,濱野京子,石川宏千花,風野潮
- 『あまからすっぱい物語3 ゆめの味』（2016年6月 小学館）「たっちゃんとぼくと一之進さんと」
  - 共著者:はやみねかおる,岡田貴久子,藤真知子,樫崎茜

### 雑誌
- 日本児童文学（2012年5・6月号 日本児童文学者協会編）「白いパラソル」《絵:上村奈央》